# Бахаи в Новой Зеландии
Вера Бахаи в Новой Зеландии — небольшая, но динамично развивающаяся религия.

## История
Абдул-Баха упоминал Новую Зеландию в Скрижалях Божественного Плана. Первым адептом веры бахаи в Новой Зеландии была англичанка Доротея Спинни, которая прибыла в Окленд из Нью-Йорка в 1912 году. С того времени количество адептов учения Бахауллы увеличивается. Дома поклонения Бахаи были построены в Окленде, Веллингтоне, Гамильтоне и других населенных пунктах страны. В 1924 году было организовано Национальное духовное собрание бахаи Новой Зеландии. В 1957 году бахаи Новой Зеландии избрали своё первое Национальное духовное собрание.
К 1963 году в стране было четыре больших собрания и 18 населенных пунктов с меньшими группами бахаи.

## Численность и расселение
В докладе Ассоциации статистических данных о религии по переписи 1999 года отмечается, что из жителей Новой Зеландии, мигрировавших с Ближнего востока, 4% составляют бахаи. 20 % бахаи в Новой Зеландии являются членами какого-либо этнического меньшинства. По данным переписей 1991 и 006 годов сообщается, что 2800 граждан Новой Зеландии являются адептами веры бахаи, хотя в переписи 1996 года насчитывалось чуть более 3100 бахаи. В переписи населения 2006 года сообщается о 2800 бахаи в 45 местных ассамблеях и около 20 небольших групп бахаи. По оценкам Управления делами религии, в 2005 году насчитывалось около 7400 бахаи. По оценкам Ассоциации статистических данных о религии, в 2005 году в Новой Зеландии насчитывалось около 7400 бахаи. В Новой Зеландии более 65 общин бахаи. Городские общины больших городов имеют сотни членов, в то время как в некоторых сельских районах есть группы из двух или трех бахаи.

## См.также
- Ислам в Новой Зеландии
- Иудаизм в Новой Зеландии